# Berit Alten
Berit Alten, född 2 maj 1915 i Kristiania (nuvarande Oslo), död där 18 december 2002, var en norsk skådespelare.
Alten scendebuterade 1938 på Det Nye Teater och var mellan 1939 och 1947 engagerad vid Trøndelag Teater. Hon filmdebuterade 1939 i Helge Lundes Familien på Borgan. Hon medverkade i sammanlagt fyra filmer 1939–1946. I sin sista film Jag var fånge på Grini spelade hon en av de större rollerna som Elsa.
Alten var dotter till høyesterettdomare Edvin Alten (1876–1967) och Ragna Aass (1880–1975) och syster till Rønnaug Alten. Hon var från 1950 gift med litteraturforskaren Asbjørn Aarnes.

## Filmografi
- 1939 – Familien på Borgan
- 1941 – Hansen og Hansen
- 1944 – Hans livs lopp (kortfilm)
- 1946 – Jag var fånge på Grini